# ولسوالی موسی‌خیل
موسی‌خیل یکی از ولسوالی‌های ولایت خوست در جنوب خاوری افغانستان با جمعیت نزدیک به ۴۱٬۹۹۸ نفر است. این ولسوالی در بخش شمالی ولایت خوست افغانستان واقع شده است. این ولسوالی در مرکز قبیله احمدزی پشتون‌های غلجی قرار دارد. از شمال با ولایت پکتیا، از شرق با ولسوالی صبری، از جنوب با ولسوالی خوست (متون)، از جنوب غربی با ولسوالی نادرشاه کوت و از غرب با ولسوالی قلندر همسایه است. مرکز ولسوالی روستای موسی‌خیل در شمال ولسوالی است.

## منبع‌ها
1. ↑  «Ghazni Province Tribal Map Predominant Tribes by District». کاراکتر line feed character در |عنوان= در موقعیت 27 (کمک)

- مشارکت‌کنندگان ویکی‌پدیا. «Khost Province». در دانشنامهٔ ویکی‌پدیای انگلیسی، بازبینی‌شده در ۴ اسفند ۱۳۹۰ خورشیدی.